# Faculté de droit de Clermont-Ferrand
 (septembre 2013).
Si vous disposez d'ouvrages ou d'articles de référence ou si vous connaissez des sites web de qualité traitant du thème abordé ici, merci de compléter l'article en donnant les références utiles à sa vérifiabilité et en les liant à la section « Notes et références ».
 (février 2021).
La Faculté de droit de Clermont-Ferrand est une unité de formation et de recherche de l'Université de Clermont-Auvergne spécialisée dans le droit et la science politique, à Clermont-Ferrand.

## Historique
La faculté de droit est une école universitaire issue d'une réorganisation de l'Université d'Auvergne depuis la rentrée 2012. L'UFR provient de la fusion de la Faculté de droit et de science politique et de l'Institut de préparation à l'administration générale (IPAG) de l'Université d'Auvergne.
La faculté de droit offre des formations jusqu’à bac + 5 et aide à la préparation de différents concours via l'Institut des métiers de l’administration et de la justice (IMAJ). La formation au sein de la faculté de droit peut se poursuivre par un doctorat au sein de l'École doctorale des sciences économiques, juridiques, politiques et de gestion.

### Liste des doyens
- Jean Stoufflet (1965-1975)
- René Chiroux (1976-1986)...
- Christine Bertrand (2013)[2]
- Jean-François Riffard (2021)[3]